# Barshi
Barshi es una ciudad y municipio situada en el distrito de Solapur en el estado de Maharashtra (India). Su población es de 118722 habitantes (2011), lo que la convierte en la segunda mayor ciudad del distrito. Se encuentra a 74 km de Solapur.

## Demografía
Según el censo de 2011 la población de Barshi era de 118722 habitantes, de los cuales 60801 eran hombres y 57921 eran mujeres. Barshi tiene una tasa media de alfabetización del 85,77%, superior a la media estatal del 82,34%: la alfabetización masculina es del 91,74%, y la alfabetización femenina del 79,71%.